# Sven Christ
Sven Christ (Biel-Bienne, cantón de Berna, Suiza, 9 de diciembre de 1973) es un futbolista suizo. Jugaba de defensa y fue profesional entre 1991 y 2008.

## Trayectoria
Sven Christ debutó en el FC Grenchen de Suiza. En 1994 se icnorporó al FC Aarau. Después de convertir 3 goles en ese equipo se fue al Grasshopper-Club Zürich en 1997, donde no tuvo gran éxito ya que jugó 48 partidos y no convirtió goles. En 1999 volvió al FC Aarau, solo que esta vez fue convocado para 10 partidos. Luego jugó para el Lausanne-Sports. En 2001 se fue a Alemania para jugar en el Mainz 05, aunque sin éxito. Desde 2003 hasta 2008 jugó en el FC Aarau, donde jugó más de 120 partidos. Actualmente esta inactivo.

## Clubes
| Club            | País     | Año       |
| --------------- | -------- | --------- |
| FC Grenchen     | Suiza    | 1991-1994 |
| FC Aarau        | Suiza    | 1994-1997 |
| Grasshopper     | Suiza    | 1997-1999 |
| FC Aarau        | Suiza    | 1999      |
| Lausanne Sports | Suiza    | 1999-2001 |
| Mainz 05        | Alemania | 2001-2003 |
| FC Aarau        | Suiza    | 2003-2008 |